# Marita Kramer
Sara Marita Kramer (Apeldoorn, 25 oktober 2001) is een in Nederland geboren Oostenrijkse voormalig schansspringster. Namens Oostenrijk werd Kramer in 2021 wereldkampioen op de normale schans in de landenwedstrijd.

## Carrière
Bij haar wereldbekerdebuut, in februari 2017 in Hinzenbach, scoorde Kramer direct wereldbekerpunten. In december 2019 behaalde ze in Lillehammer haar eerste toptienklassering in een wereldbekerwedstrijd. Op 11 januari 2020 boekte Kramer in Sapporo haar eerste wereldbekerzege.
Nadat ze in 2020 wereldkampioene werd bij de junioren en ze bij de senioren vier wereldbekerwedstrijden won, deed Kramer in februari/maart 2021 mee aan de wereldkampioenschappen in Oberstdorf. Op 25 februari 2021 werd ze vierde op de kleine schans, nadat ze na de eerste sprong aan de leiding was gegaan. Een dag later, op 26 februari 2021, werd Kramer met haar teamgenoten wereldkampioene tijdens de landenwedstrijd op de kleine schans. Enkele dagen later won Kramer op hetzelfde WK brons bij de wedstrijd voor gemengde landenteams.
In het seizoen 2021/2022 won ze in het voorseizoen zes wereldbekerwedstrijden, maar testte op 30 januari positief op COVID-19 en mocht niet naar China voor de Olympische Winterspelen 2022. Na de Spelen won ze wel een zevende wereldbekerwedstrijd en alsook het eindklassement.
Na enkele jaren met mindere resultaten stopte ze in 2025 met de sport.

## Privé
In 2008 verhuisde Kramer met haar familie van Apeldoorn naar Maria Alm in Oostenrijk. Het gezin was te volgen in het televisieprogramma Ik Vertrek. Het zusje van Kramer, Femke, doet op niveau aan biatlon en atletiek.

## Resultaten

### Wereldkampioenschappen
| Jaar | Plaats     | Resultaten                                            |
| ---- | ---------- | ----------------------------------------------------- |
| 2021 | Oberstdorf | 4e HS106 · 4e HS137 · Team HS106 · Gemengd team HS106 |
| 2023 | Planica    | 23e HS102 11e HS138                                   |

### Wereldbeker
Eindklasseringen
| Seizoen   | Plaats |
| --------- | ------ |
| 2016/2017 | 59e    |
| 2019/2020 | 9e     |
| 2020/2021 | Brons  |
| 2021/2022 | Goud   |
| 2022/2023 | 15e    |

Wereldbekerzeges
| #  | Datum            | Plaats              | Schans |
| -- | ---------------- | ------------------- | ------ |
| 1  | 11 januari 2020  | Sapporo             | HS137  |
| 2  | 18 december 2020 | Ramsau              | HS98   |
| 3  | 30 januari 2021  | Titisee-Neustadt    | HS142  |
| 4  | 31 januari 2021  | Titisee-Neustadt    | HS142  |
| 5  | 20 maart 2021    | Nizjni Tagil        | HS97   |
| 6  | 21 maart 2021    | Nizjni Tagil        | HS97   |
| 7  | 26 maart 2021    | Chaykovsky          | HS102  |
| 8  | 28 maart 2021    | Chaykovsky          | HS140  |
| 9  | 27 november 2021 | Nizjni Tagil        | HS97   |
| 10 | 5 december 2021  | Lillehammer         | HS140  |
| 11 | 10 december 2021 | Klingenthal         | HS140  |
| 12 | 11 december 2021 | Klingenthal         | HS140  |
| 13 | 17 december 2021 | Ramsau am Dachstein | HS98   |
| 14 | 29 januari 2022  | Willingen           | HS147  |
| 15 | 3 maart 2022     | Lillehammer         | HS140  |